# Brisbane International 2010 - Qualificazioni singolare maschile
Le qualificazioni del singolare maschile del Brisbane International 2010 sono state un torneo di tennis preliminare per accedere alla fase finale della manifestazione. I vincitori dell'ultimo turno sono entrati di diritto nel tabellone principale. In caso di ritiro di uno o più giocatori aventi diritto a questi sono subentrati i lucky loser, ossia i giocatori che hanno perso nell'ultimo turno ma che avevano una classifica più alta rispetto agli altri partecipanti che avevano comunque perso nel turno finale.
Le qualificazioni del Brisbane International 2010 prevedevano 26 partecipanti di cui 4 accedevano al tabellone principale.

## Teste di serie
1. Xavier Malisse (ultimo turno)
2. Aleksandr Dolhopolov (qualificato)
3. Julian Reister (qualificato)
4. Marinko Matosevic (ultimo turno)

1. Brydan Klein (secondo turno)
2. Andrea Stoppini (secondo turno)
3. Greg Jones (secondo turno)
4. Nick Lindahl (qualificato)

## Qualificati
1. Nick Lindahl
2. Aleksandr Dolhopolov

1. Julian Reister
2. Matthew Ebden

## Tabellone

### Legenda
| - Q = Qualificato - WC = Wild card - LL = Lucky loser | - ALT = Alternate - SE = Special Exempt - PR = Protected Ranking | - w/o = Walkover - r = Ritirato - d = Squalificato |

### Sezione 1
|  | Primo turno       | Primo turno       | Primo turno       | Primo turno | Primo turno |  |  | Secondo turno | Secondo turno  | Secondo turno  | Secondo turno | Secondo turno |   |   | Ultimo turno | Ultimo turno   | Ultimo turno   | Ultimo turno | Ultimo turno |  |
|  |                   |                   |                   |             |             |  |  |               |                |                |               |               |   |   |              |                |                |              |              |  |
|  |                   |                   |                   |             |             |  |  |               |                |                |               |               |   |   |              |                |                |              |              |  |
|  |                   |                   |                   |             |             |  |  | 1             | Xavier Malisse | Xavier Malisse | 7             | 6             |   |   |              |                |                |              |              |  |
|  | Matheson Klein    | Matheson Klein    | Matheson Klein    | 6           | 6           |  |  |               | Matheson Klein | Matheson Klein | 5             | 3             |   |   |              |                |                |              |              |  |
|  | Mark Richards     | Mark Richards     | Mark Richards     | 1           | 0           |  |  |               |                |                |               |               |   |   | 1            | Xavier Malisse | Xavier Malisse | 1            | 62           |  |
|  | Joel Lindner      | Joel Lindner      | Joel Lindner      | 6           | 6           |  |  |               |                | 8              | Nick Lindahl  | Nick Lindahl  | 6 | 7 |              |                |                |              |              |  |
|  | Benjamin Mitchell | Benjamin Mitchell | Benjamin Mitchell | 4           | 2           |  |  |               | Joel Lindner   | 7              | 3             | 4             |   |   |              |                |                |              |              |  |
|  | 8                 | Nick Lindahl      | Nick Lindahl      | 7           | 7           |  |  | 8             | Nick Lindahl   | 65             | 6             | 6             |   |   |              |                |                |              |              |  |
|  |                   | Tobias Kamke      | Tobias Kamke      | 6           | 6           |  |  |               |                |                |               |               |   |   |              |                |                |              |              |  |

### Sezione 2
|  | Primo turno     | Primo turno     | Primo turno   | Primo turno | Primo turno |  |  | Secondo turno | Secondo turno        | Secondo turno        | Secondo turno | Secondo turno |      |   | Ultimo turno | Ultimo turno         | Ultimo turno         | Ultimo turno | Ultimo turno |  |
|  |                 |                 |               |             |             |  |  |               |                      |                      |               |               |      |   |              |                      |                      |              |              |  |
|  |                 |                 |               |             |             |  |  |               |                      |                      |               |               |      |   |              |                      |                      |              |              |  |
|  |                 |                 |               |             |             |  |  | 2             | Aleksandr Dolhopolov | Aleksandr Dolhopolov | 7             | 7             |      |   |              |                      |                      |              |              |  |
|  | Joseph Sirianni | Joseph Sirianni | 4             | 7           | 7           |  |  |               | Joseph Sirianni      | Joseph Sirianni      | 65            | 63            |      |   |              |                      |                      |              |              |  |
|  | Lukáš Dlouhý    | Lukáš Dlouhý    | 6             | 5           | 62          |  |  |               |                      |                      |               |               |      |   | 2            | Aleksandr Dolhopolov | Aleksandr Dolhopolov | 7            | 6            |  |
|  | Kaden Hensel    | Kaden Hensel    | Kaden Hensel  | 6           | 6           |  |  |               |                      |                      | Kaden Hensel  | Kaden Hensel  | 6(1) | 3 |              |                      |                      |              |              |  |
|  | Andrew Mcleod   | Andrew Mcleod   | Andrew Mcleod | 0           | 4           |  |  |               | Kaden Hensel         | 7                    | 2             | 6             |      |   |              |                      |                      |              |              |  |
|  | 7               | Greg Jones      | Greg Jones    | 7           | 6           |  |  | 7             | Greg Jones           | 67                   | 6             | 1             |      |   |              |                      |                      |              |              |  |
|  |                 | Sadik Kadir     | Sadik Kadir   | 5           | 2           |  |  |               |                      |                      |               |               |      |   |              |                      |                      |              |              |  |

### Sezione 3
|  | Primo turno     | Primo turno     | Primo turno  | Primo turno | Primo turno |  |  | Secondo turno | Secondo turno   | Secondo turno   | Secondo turno | Secondo turno |   |   | Ultimo turno | Ultimo turno   | Ultimo turno | Ultimo turno | Ultimo turno |  |
|  |                 |                 |              |             |             |  |  |               |                 |                 |               |               |   |   |              |                |              |              |              |  |
|  |                 |                 |              |             |             |  |  |               |                 |                 |               |               |   |   |              |                |              |              |              |  |
|  |                 |                 |              |             |             |  |  | 3             | Julian Reister  | Julian Reister  | 6             | 6             |   |   |              |                |              |              |              |  |
|  | Miles Armstrong | Miles Armstrong | 64           | 7           | 6           |  |  |               | Miles Armstrong | Miles Armstrong | 2             | 3             |   |   |              |                |              |              |              |  |
|  | Maverick Banes  | Maverick Banes  | 7            | 5           | 4           |  |  |               |                 |                 |               |               |   |   | 3            | Julian Reister | 67           | 6            | 7            |  |
|  | Matt Reid       | Matt Reid       | Matt Reid    | 6           | 6           |  |  |               |                 |                 | Matt Reid     | 7             | 1 | 5 |              |                |              |              |              |  |
|  | Jason Kubler    | Jason Kubler    | Jason Kubler | 0           | 3           |  |  |               | Matt Reid       | 6               | 3             | 6             |   |   |              |                |              |              |              |  |
|  |                 |                 |              |             |             |  |  | 6             | Andrea Stoppini | 2               | 6             | 2             |   |   |              |                |              |              |              |  |
|  |                 |                 |              |             |             |  |  |               |                 |                 |               |               |   |   |              |                |              |              |              |  |

### Sezione 4
|  | Primo turno    | Primo turno    | Primo turno    | Primo turno | Primo turno |  |  | Secondo turno | Secondo turno     | Secondo turno     | Secondo turno | Secondo turno |   |   | Ultimo turno | Ultimo turno      | Ultimo turno      | Ultimo turno | Ultimo turno |  |
|  |                |                |                |             |             |  |  |               |                   |                   |               |               |   |   |              |                   |                   |              |              |  |
|  |                |                |                |             |             |  |  |               |                   |                   |               |               |   |   |              |                   |                   |              |              |  |
|  |                |                |                |             |             |  |  | 4             | Marinko Matosevic | Marinko Matosevic | 7             | 6             |   |   |              |                   |                   |              |              |  |
|  | Samuel Groth   | Samuel Groth   | Samuel Groth   | 6           | 6           |  |  |               | Samuel Groth      | Samuel Groth      | 64            | 3             |   |   |              |                   |                   |              |              |  |
|  | Järryd Chaplin | Järryd Chaplin | Järryd Chaplin | 3           | 4           |  |  |               |                   |                   |               |               |   |   | 4            | Marinko Matosevic | Marinko Matosevic | 2            | 2            |  |
|  | Matthew Ebden  | Matthew Ebden  | Matthew Ebden  | 6           | 6           |  |  |               |                   |                   | Matthew Ebden | Matthew Ebden | 6 | 6 |              |                   |                   |              |              |  |
|  | Isaac Frost    | Isaac Frost    | Isaac Frost    | 2           | 2           |  |  |               | Matthew Ebden     | Matthew Ebden     | 6             | 6             |   |   |              |                   |                   |              |              |  |
|  |                |                |                |             |             |  |  | 5             | Brydan Klein      | Brydan Klein      | 4             | 0             |   |   |              |                   |                   |              |              |  |
|  |                |                |                |             |             |  |  |               |                   |                   |               |               |   |   |              |                   |                   |              |              |  |